# 博沙洛
博沙洛（法語：Beauchalot，法語發音：[boʃalo]）是法国上加龙省的一个市镇，属于圣戈当区。

## 地理
博沙洛（43°6'26"N, 0°52'8"E）面积6.33 平方千米，位于法国奧克西塔尼大區上加龙省，该省份为法国西南部内陆省份，西南端与西班牙接壤，自此顺时针与上比利牛斯省、热尔省、塔恩-加龙省、塔恩省、奥德省和阿列日省接壤。
与博沙洛接壤的市镇（或旧市镇、城区）包括：卡斯蒂永-德圣马托里、拉巴特伊纳尔、莱斯泰勒-德圣马托里、蒙泰斯庞、圣梅达尔、菲加罗勒。

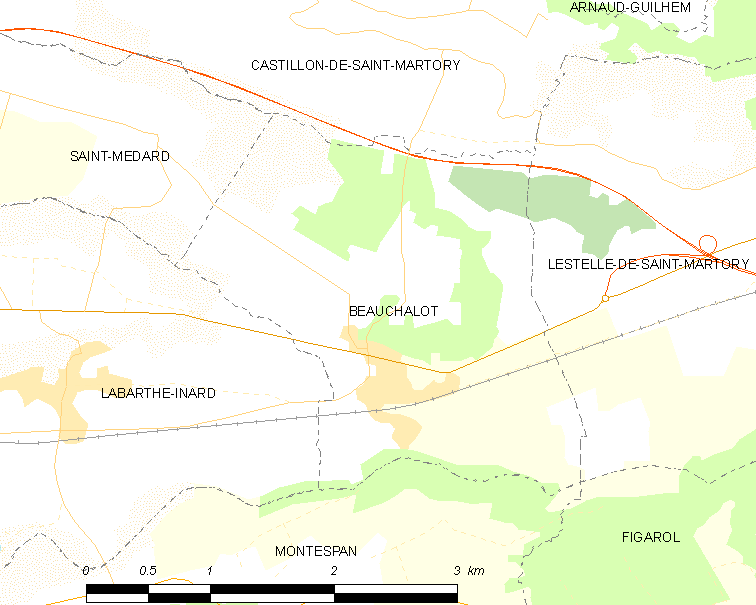
博沙洛的OSM定位图

博沙洛的时区为UTC+01:00、UTC+02:00（夏令时）。

## 行政
博沙洛的邮政编码为31360，INSEE市镇编码为31050。

## 政治
博沙洛所属的省级选区为巴涅尔德吕雄县。

## 人口

1962-2008年间博沙洛人口变化图示

博沙洛于2022年1月1日时的人口数量为659人。